# Mimeusemia regina
Mimeusemia regina là một loài bướm đêm trong họ Noctuidae.